# Марґарет Штеффін
Марґарет Емілі Шарлотта Штеффін (англ. Margarete Emilie Charlotte Steffin; 21 березня 1908, Руммельсбург (сьогодні - Берлін) — 4 червня 1941, Москва) — німецька акторка та письменниця. Також відома своїми перекладами з російської та скандинавських мов. Одна зі співавторок творів Бертольда Брехта.

## Біографія
Вона народилася 21 березня 1908 року в Руммельсбурзі в родині робітників Йоганни та Августа Штеффінів, була старшою з їхніх двох дочок. Марґарет виросла в середовищі робітничого класу Берліна. Її батько працював кучером і будівельником. Він мав сильну пролетарську класову свідомість, що пізніше вплинуло на освіту дівчинки. Під час Першої світової війни був призваний до армії.  Її матері тоді довелося утримувати сім’ю, працюючи на заводі боєприпасів. Разом зі своєю молодшою сестрою Гертою дівчина була поміщена в міський дитячий центр, де вона ввібрала побожні протестантські цінності, суворе сумління та почуття обов'язку.
Інтерес до мистецтва успадкувала від матері, постійної відвідувачки театру. Талант і вміння дівчини помітили в школі, де вона виграла конкурс оповідань, а її драму показали ще в трьох школах. Коли вчителі настійно просили віддати її в підготовчу середню школу, її гордий батько-пролетар відмовився. Він вважав, що Марґарет не повинна стати інтелектуалкою, тим самим «відчужитися» від свого класу. Тому дівчина, закінчивши початкову школу у 14 років, влаштувалася доручницею в Deutsche Telefonwerke. У 1924 році вона почала навчання на бухгалтерку у видавництві «Глобус».
Незважаючи на настанову батька, Марґарет продовжила навчання на вечірніх курсах, зокрема вивчала російську, на лекціях, була майже одержима читанням. Вона також розмовляла англійською , французькою та шведською, а також частково норвезькою та фінською.
З кінця 1920-х років брала участь у робітничо-просвітницькому русі, особливо в хорі комуністичного робітничого спортивного клубу «Фіхте», де незабаром стала сольною ораторкою. Як актриса-аматорка з Junge Volksbühne, вона з’явилася на сцені разом з Ернстом Бушем, Гелена Вайґель та Бландін Ебінгер у агіт-пропагандистському рев'ю Wir sind ja sooo zufrieden (Ми такі щасливі), прем’єра якого відбулася в 1932 році. У прем'єрі Брехта Die Mutter (Мати) 17 січня 1932 року в Берлінському театрі на Шиффбауердаммі Штеффін з'явилася в ролі служниці. З тих пір між Брехтом і Штеффін були любовні і робочі стосунки, які тривали до її ранньої смерті. Любовні стосунки тривали не довго, Бертольд вирішив повернутись до дружини та дітей, але робочі були досить тривалими.
Перші серйозні стосунки в Штеффін були у 18 років з Гербертом Димке, офісним працівником і членом групи «Фіхте». Ці двоє не заробляли достатньо, щоб одружитися, та й стосунки були проблематиними. Штеффін довелося перервати дві вагітності; у своїх віршах і прозі вона пізніше описала першу болісну процедуру, виконану «західним» абортистом і аптекарем. Вона розлучилася з Димке навесні 1931 року, а через кілька місяців ближче познайомилася з Брехтом.

### Хвороба
Штеффін було діагностовано туберкульоз рано (в 1931 році), що передбачало численні цикли лікування та медичні процедури, і Брехт оплатив їй це. Він та Ганс Айслер влаштували їй перебування в санаторії в Криму в СРСР в 1932 році, а в 1933 році в Тічино , Швейцарія. У ці періоди перебування в санаторіях Штеффін зосередилася на написанні власних віршів, прози та статей, а також створила дві п'єси для дітей. 

### Прихід нацистів до влади в Німеччині, еміграція
У зв'язку з захопленням влади нацистами Штеффін виїхала до Данії в 1933 році разом з Брехтом і його дружиною Гелен Вайґель. У 1936 році вона формально побралася з датським журналістом Свендом Йенсеном Юулем, щоб отримати громадянство Данії. У 1939-1940 роках разом із Брехтом та його родиною вона втекла через Швецію та Фінляндію до Радянського Союзу, а звідти емігрувала до Сполучених Штатів. Незадовго до від'їзду Штеффін, чекаючи на американську візу, померла в лікарні в Москві через запущену стадію туберкульозу.

## Співпраця з Бертольдом Брехтом та власна творчість
Марґарет допомагала Брехту, проводячи дослідження питань, порушених ним у його наступних роботах, керувала його листуванням, упорядковувала рукописи та готувала переклади, а також була критиком і літературним агентом. Довгий час вона була відома лише як співавторка Брехта, але лише в 1990-х її талант був відкритий і критики почали оцінювати її вплив на творчість Брехта. У його творчості важко точно визначити її вплив, оскільки твори часто писалися разом. Проте, виходячи з листів та інших матеріалів, можна з упевненістю сказати, що у випадку з Тригрошовою оперою вона відіграла вирішальну роль, внесла значні корективи та стилістичні зміни. За дев'ять з половиною років співпраці вони написали 10 п'єс, серед яких Життя Гелілея, Добра людина із Сичуані, Пан Пунтила і його слуга Матті, Кавказьке крейдове коло та Кар'єра Артуро Уї, яку можна було спинити. Штеффін також працювала над Матінкою Кураж та її діти та поетичними виданнями, зробленими під час еміграції, наприклад, «Steffin'sche Sammlung» (1942).
У «Зібранні творів» Брехта 1955 року Штеффін згадується як співавторка робіт Круглоголові та пікоголові, Рушниці сеньйори Каррар і Горацій та Куріацій. Крім того, Брехт відзначив її роль у Страх і відчай у Третьому рейху, Життя Галілея та Матінка Кураж.
Її найважливішими роботами, незалежно від творчості Брехта, є Nachgelassene Texte (Літературні залишки, 1991) і Briefe (Листи, 1999)  — практично всі її роботи були опубліковані посмертно.
Вірші та проза Марґарет Штеффін, переважно автобіографічно забарвлені зображення життя робітничого класу. Вона також написала дві п'єси для дітей. Геніальна у мовах, Штеффін перекладала твори російських, норвезьких, шведських і датських авторів. Перебуваючи в еміграції у Фінляндії, разом із Хеллою Вуолійокі вона розробила театральну п’єсу, яка згодом стала брехтівською драмою, відомою як Пан Пунтила і його слуга Матті. Перекладацька діяльність була обмежена періодом еміграції разом із Брехтом з 1933 по 1941 рік і не була її основною діяльністю.
Коли Штеффін помела, Брехт не міг працювати більше року. Вірш Брехта Nach dem Tod meiner Mitarbeiterin MS (Після смерті колеги М.Ш.) посилається на Марґарет Штеффін, підкреслюючи її важливість для творчості Брехта.

### Роботи
- Zwillinge (Близнюки), 1932
- Heute träumt ich, dass ich bei dir läge (Сьогодні мені сниться, що я лежу з тобою), 1933
- Von der Liebe und dem Krieg (Про любов і війну), 1933, Europäische Verlags-Anstalt, Hamburg 2001, ISBN 3-434-50461-3
- So wurde ich Laufmädchen (Так я стала дівчиною на дорученнях), 1933
- Die große Sache (Велика справа), 1933
- Briefe an berühmte Männer (Листи до відомих людей), Europäische Verlags-Anstalt, Hamburg 1999, ISBN 3-434-50437-0
- Konfutse versteht nichts von Frauen (Конфуцій нічого не знає про жінок), Rowohlt, Berlin 1991 ISBN 3-87134-032-4

## Вшанування пам'яті
Вулиця в районі Мітте міста Берлін, названа на честь Марґарет Штеффін у 2001 році, розташована неподалік від Німецького театру та квартири Брехта. Центр освіти для дорослих на Paul-Junius-Straße 68 у районі Fennpfuhl у Берліні називається Margarete-Steffin-Volkshochschule.